# プファルツ＝ジンメルン＝ツヴァイブリュッケン

プファルツ＝ジンメルン＝ツヴァイブリュッケン
Pfalz-Simmern-Zweibrücken

1410年の分割後のプファルツ＝ジンメルン＝ツヴァイブリュッケン（水色）

プファルツ＝ジンメルン＝ツヴァイブリュッケン（ドイツ語：Pfalz-Simmern-Zweibrücken）は、神聖ローマ帝国の公国（Fürstentum）の1つで、ライン川とモーゼル川の間に位置した15世紀前半の最も重要な領土の1つであった。1410年にプファルツ選帝侯領が4つに分割されて成立し、1453年から1459年の間にプファルツ＝ジンメルンとプファルツ＝ツヴァイブリュッケンの2つの領土に分割された。

## 成立
プファルツ選帝侯領は、1400年ごろにおける神聖ローマ帝国の最も強力な世俗領土の1つであり、1400年から1410年まで選帝侯ループレヒト3世はローマ王位についた。1410年5月にループレヒト3世は死去し、1410年10月3日に4人の息子の間で私領の分割を行った。
次男のシュテファンは、ライン川左岸の領地を与えられた。シュテファンは1409年6月にフェルデンツ伯フリードリヒ3世の娘で唯一の相続人であるアンナ・フォン・フェルデンツと婚約し、1410年6月に結婚した。結婚契約の中で、ローマ王ループレヒトはアンナ・フォン・フェルデンツに対し、ライン川左岸のこれらの領地の一部を寡婦財産として与えていた。この結婚によりシュテファンの嫡出子孫がフェルデンツ伯領を継承することとなり、1444年に義父のフリードリヒ3世が亡くなった後に同家が継承した。

## 変遷

### 領域
初期のファルツ＝ジンメルン＝ツヴァイブリュッケンには、ライン川左岸のプファルツ選帝侯領のいくつかの領地が含まれていた。これらには、ジンメルンの城と町、ラウバッハ、ホルン、アルゲンタール、ヴィルトブルク・イム・ゾーンヴァルト、ラウベンハイム、シュトロームブルクの3分の1と関連する領地、関連する領地を含む新しいヴァルデック城の半分、エーレンブルクの一部、ツヴァイブリュッケン伯領の一部としてツヴァイブリュッケンの城と町およびキルケル城に付随する領地を含むホルンバッハ、選帝侯領のボーランデン城、ルッパーゼッケン城、ビーブレンハイム、ヴァインスハイム、トリフェルス城、アンヴァイラー、ベルクツァベルン、ノイカステル城、アルテンバンベルクの城と渓谷の半分とアルテンヴォルフシュタイン、ファルケンブルク、グッテンベルク、ハスロッホ、そしてアルザスの領地などが含まれていた。ツヴァイブリュッケン伯領の半分はロレーヌに臣従しており、まずそれを償還する必要があった。長兄ループレヒト・ピパンの未亡人エリザベート・フォン・シュポンハイムの死後、1410年の分割協定に従って、エリザベートの寡婦財産であったラムスハイム、オガースハイム、ヴァッヘンハイムは1417年にシュテファンが手に入れた。1417年、シュテファンは兄ルートヴィヒ3世との和議によりヴェーゲルンブルクを獲得した。シュテファンは自領に対し長く平和な統治を行い、買収により領地を増やした。政治的には義父フリードリヒ3世と近い関係にあった。1442年よりプファルツ＝ジンメルン＝ツヴァイブリュッケンとフェルデンツ伯領が共同で統治された。1444年10月にフリードリヒ3世が死去した後、フェルデンツのアームスハイム、ランツブルク、ラウターエッケン、リヒテンベルク、マイゼンハイム、フェルデンツおよびシュポンハイム伯領はシュテファンとその息子たちに継承された。また、最終的に1448年6月に兄のプファルツ＝ノイブルク公ヨハンの家系が断絶し、オーバープファルツの半分をシュテファンが継承し、シュテファンはそれを96,000フローリン（現金40,000フローリン、質権56,000フローリン）で末弟のプファルツ＝モスバッハ公オットー1世に売却した。

### 財政
シュテファンと義父フリードリヒ3世は、1442年11月にランツブルクに一緒に住んでいた。1443年1月、シュテファンらは3つの議会に共通の統治のための財政規則を作成させた。予算計画と俸給に加えて、これには財政状況を改善するための3つの議会の検討結果も含まれていた。
- 男性、少年、少女、女性を問わず、結婚に適した者は結婚するか、さもなければ罰金を支払わなければならない。執行吏（廷吏）もまた、人々が国に留まり、将来的に雇用と税金が増加するように、真剣に調査して人々を支援する必要がある。
- 宮廷を維持するために多くの輸送、乗馬、旅行、徒歩移動が多大な費用を引き起こすため、上級領主はランツブルクの居所を放棄し、マイゼンハイムの町に移動する必要がある。この提案は受け入れられ、居所はマイゼンハイムに移された。

### 領土の分割
当時は長子相続制（長男が優先的な相続人または唯一の相続人となる）はまだ一般に受け入れられておらず、ドイツ南西部では慣例となっていた分割が継続し、多くの領土の崩壊につながった。プファルツ＝ジンメルン＝ツヴァイブリュッケン公国も同様であった。1444年に相続の取り決めが合意され、シュテファンの5人の息子のうち聖職者でない2人の息子であるフリードリヒ1世とルートヴィヒ1世が領土を分割し、聖職者の息子3人は十分な保護を受けることになっていた。もともとフェルデンツ伯領であったプファルツ選帝侯領における女性相続問題に関して、プファルツ選帝侯領との間で対立が生じ、その後何度か武力衝突を引き起こした。シュテファンは1453年に統治を引き継ぎ、1459年にジンメルンで死去し、マイゼンハイムに埋葬された。

### プファルツ＝ジンメルン公領
プファルツ＝ジンメルン＝ツヴァイブリュッケンの北部とシュポンハイム伯領は1453年から1459年の間に長男フリードリヒ1世の手に渡り、シュポンハイム伯の称号を引き継いだ。プファルツ＝ジンメルン公家は1685年に断絶するまで存続した。

### プファルツ＝ツヴァイブリュッケン公領
プファルツ＝ジンメルン＝ツヴァイブリュッケンの南部とフェルデンツ伯領全体は1453年から1459年の間に次男ルートヴィヒ1世の手に渡り、ルートヴィヒはフェルデンツ伯の称号を引き継いだ。1801年にライン川左岸がフランスに割譲されるまで、プファルツ＝ツヴァイブリュッケン公領はルートヴィヒの子孫が保持した。

## プファルツ＝ジンメルン＝ツヴァイブリュッケン公
- シュテファン（1410年 - 1453年）
- フリードリヒ1世（プファルツ＝ツヴァイブリュッケン、1453年 - 1459年）とルートヴィヒ1世（プファルツ＝ジンメルン、1453年 - 1459年）